# František Salesius Frabša
František Salesius Frabša (4. února 1887 Unhošť - 10. června 1956 Liberec) byl český politik (Česká strana národně sociální), novinář, redaktor, spisovatel a překladatel z ukrajinštiny.

## Život
Vystudoval reálku. Po roce 1904 zakládal různé knižnice a časopisy. Tyto pokusy ale neměly delšího trvání. Redigoval tisk národně sociální strany a různé odborové listy (Hlasy z tabákových továren, Posázavský kraj, Železniční listy a jiné). V letech 1918-1924 byl jedním z redaktorů Českého slova. Za Českou stranu národně sociální byl v letech 1921-1926 přísedícím Zemského správního výboru, ze strany po její výzvě vystoupil v červenci 1926. V roce 1924 působil též v intendanční radě Národního divadla.
Byl ženat s Helenou, rozenou Malinovou (1888—??), se kterou měl syna Františka (1908—??)
Po roce 1945 žil v Liberci.

## Dílo
Vedle své vlastní tvorby vydal několik popularizačních brožur a knih. Nejznámější je slovník Čeští spisovatelé dnešní doby (1923), který byl sestaven z dotazníků samotných autorů. Slovníku je vytýkáno, že Frabša dodané informace nijak neověřoval ani redakčně neupravoval. Časopis Moderní revue se vyjádřil, že "...je to věc chatrná, poněvadž se drží jediné toho, čím mu kdo vyplnil dotazníky...". Přesto je publikace cenná otištěnými portréty a základními daty povětšinou pozapomenutých spisovatelů.

## Spisy

### Básně
- Při hudbě vodotrysků, 1905
- Co srdce vyprávělo, 1906
- Zamlklé parky, 1909
- Na zlatých strunách, Třebenice : Václav Pařík, 1909
- Já a můj žal, Praha : Fr. Jiroušek, 1916
- Síla touhy, Praha : Lidová tribuna, 1920 - výbor
- V české lyře, Liberec : vlastní náklad, 1948

### Próza
- Byla kdysi krásná ..., Praha : Štorch, 1905 - románová studie

### Literární studie
- Arnošt Czech z Czechenherzu. Sv. I., Praha : Stivín, 1906
- Kovářův syn, Třebenice : Václav Pařík - o F. S. Procházkovi, 1909
- Josef Svatopluk Machar, Třebenice : Václav Pařík, 1910
- Michail Petrovič Arcybašev, Praha : Švejda, 1912
- Eliška Krásnohorská, Praha : Švejda, 1917
- Švec básníkem : život a literární prace J.V. Pokorného-Pikulíka, Praha : Národní knihovna, 1918
- Čeští spisovatelé dnešní doby, Praha : Lidová tribuna, Rosendorf, 1923
- Mladoboleslavští spisovatelé, kulturní a veřejní pracovníci, Praha : František S. Frabša, 1938
- Jičínští, libánští a sobotečtí spisovatelé a kulturní pracovníci, Jičín : Knihovna jičínského a soboteckého světa, 1939
- Táborští spisovatelé slovem i obrazem, Praha : Vydavatelství díla Čeští spisovatelé dnešní doby, 1940
- Prácheňští spisovatelé slovem i obrazem, Písek : Knihovna Prácheňského světa, 1940
- Berounští spisovatelé slovem i obrazem, Beroun : Knihovna berounského světa, 1941

### Politické spisy
- Mistr Jan Hus a jeho význam pro člověka XX. věku, Praha : Volné sdružení socialistů : V komisi knihkupectví Marie Srdcové, 1907
- Pod červenobílým praporem, Praha : Lidová Tribuna, 1920
- Persekuce čs. strany národně socialistické za prvé a druhé světové války, Liberec : Hraničářská osvěta, 1946
- 40 let čs. strany národně socialistické v Liberci : 1906-1946, Liberec : Ústřední škola dělnická, 1946

### Redakční práce
Redigoval následující noviny a časopisy:
- Letáky (1904)
- Volná tribuna (1904)
- Svítání (1905)[7]
- Hlasy z tabákových továren (1912-1913)
- České Slovo (1918-1924)
- Lidová správa (1919)
- Lidová tribuna (1920)
- Lucerna (1921)
- Obrana venkova (1921)
- Korespondence Jednoty československých malozemědělců, domkářů a živnostníků (1921-1923)
- Ve stínu lípy (1922)
- Literární listy (1923-1924)
- Týdeník Obrana
- Rozhledy Venkova
- Otázky dne

Dále redigoval řadu almanachů a knižnic.

### Překlady
- Mychajlo Hruševskyj: Ukrajina a Ukrajinci, Praha : Fr.Švejda, 1918

### Pseudonym
- František Pravda

## Zajímavosti
- V roce 1905 vystoupil František Frabša z církve.[1] Proti zájmům církve jednal aktivně, když např. v roce 1919 na veřejné schůzi vystoupil proti stavbě druhého kostela na Královských Vinohradech (dnes kostel Nejsvětějšího srdce Páně na náměstí Jiřího z Poděbrad).[8]
- Podle tiskové zprávy byl v roce 1933 stíhán z inzertních podvodů a na vlastní žádost nastoupil léčení na psychiatrické klinice[9]